# Bunicul și o biată cinste
Bunicul și o biată cinste este un film românesc din 1984 regizat de Iosif Demian. Rolurile principale au fost interpretate de actorii Tatiana Botez, Zaița Brîndușa-Silvestru, Ioana Bulcă.
Este bazat pe cartea lui Petre Sălcudeanu, Un bunic și o biată cinste (Ed. Dacia, 1980, re-editat la Ed. Publisol 2021)

## Distribuție
Distribuția filmului este alcătuită din:
- Zaița Brîndușa-Silvestru
- Tatiana Botez
- Lupu Buznea
- Ioana Bulcă
- Radu Ițcuș
- Constantin Gabor
- Petre Simionescu
- George Negoescu
- Camelia Zorlescu
- Dorel Vișan